# موريس كام
موريس كام (بالفرنسية: Maurice Cam)‏ هو مخرج فرنسي، ولد في 25 سبتمبر 1901 في مارسيليا في فرنسا، وتوفي بنفس المكان في 21 أبريل 1974.

## وصلات خارجية
- موريس كام على موقع IMDb (الإنجليزية)
- موريس كام على موقع ألو سيني (الفرنسية)
- موريس كام على موقع أول موفي (الإنجليزية)
- موريس كام على موقع قاعدة بيانات الأفلام السويدية (السويدية)
- موريس كام على موقع قاعدة بيانات الفيلم (الإنجليزية)
- موريس كام على موقع كينوبويسك (الروسية)